# さわやか号 (亀山市)

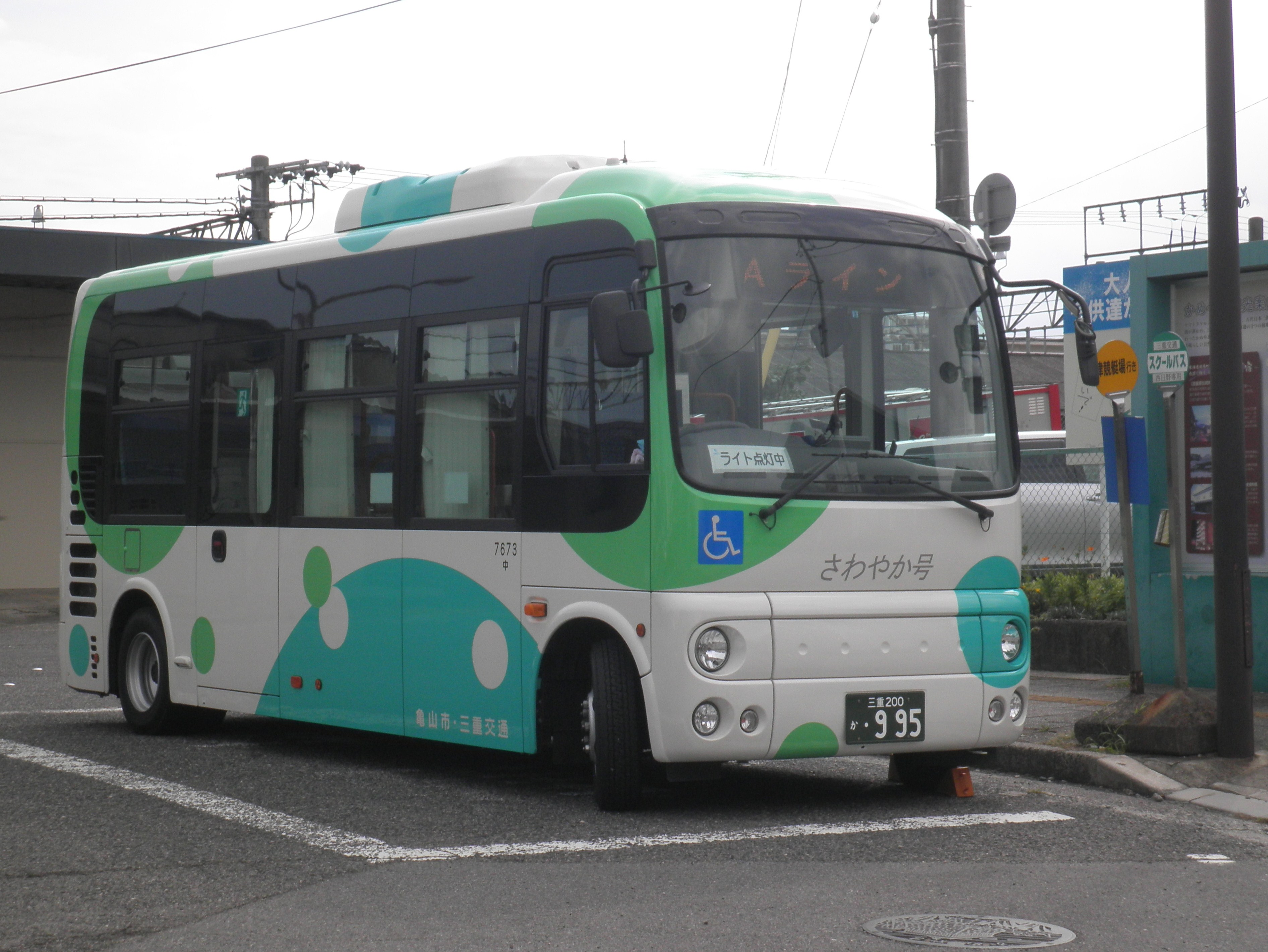
さわやか号（2010年9月、車両置換え後）

さわやか号（さわやかごう）は、三重県亀山市のコミュニティバス。三重交通に委託して運行されている。

## 概要
亀山駅前から市街中心部とその付近を循環する路線として、2000年12月1日に運行を開始した。

## 運賃
運賃は全区間均一となっており、定期券・回数券の販売も行っている。
- 大人（高校生以上）
  - 200円

- 小人（中学生・小学生）、65歳以上または亀山市乗合タクシー登録者
  - 100円

- 未就学児（小学生未満）、障がい者およびその介護者
  - 無料

## 路線
- Aライン
  - 亀山駅前 → 文化会館北口 → （エコー前 → ）鹿島 → 亀山高校西 → 東町 → 市役所前 → 亀山中学校 → 野村団地 → （歴史博物館前 → ）西野南 → 医療センター前 → （総合福祉センター前 → ）亀田 → 市役所前 → 御幸町 → 亀山駅前

- Bライン
  - 亀山駅前 ← 文化会館北口 ← （エコー前 ← ）鹿島 ← 亀山高校西 ← 東町 ← 市役所前 ← 亀山中学校 ← 野村団地 ← 歴史博物館前 ← 西野南 ← 医療センター前 ← 総合福祉センター前 ← 亀田 ← 市役所前 ← 御幸町 ← 亀山駅前

備考
- 朝から夕方に6便ずつ運行されるが、午前の1便目はカッコ内の停留所を経由しない。
- かつては「図書館前」停留所があったが、亀山市立図書館が亀山駅前の再開発ビル（Kitto terrace（））内に移転したため、停留所名を「歴史博物館前」に改称している。

注記
- 正月三が日（1月1日 - 1月3日）は全便運休。

## 車両

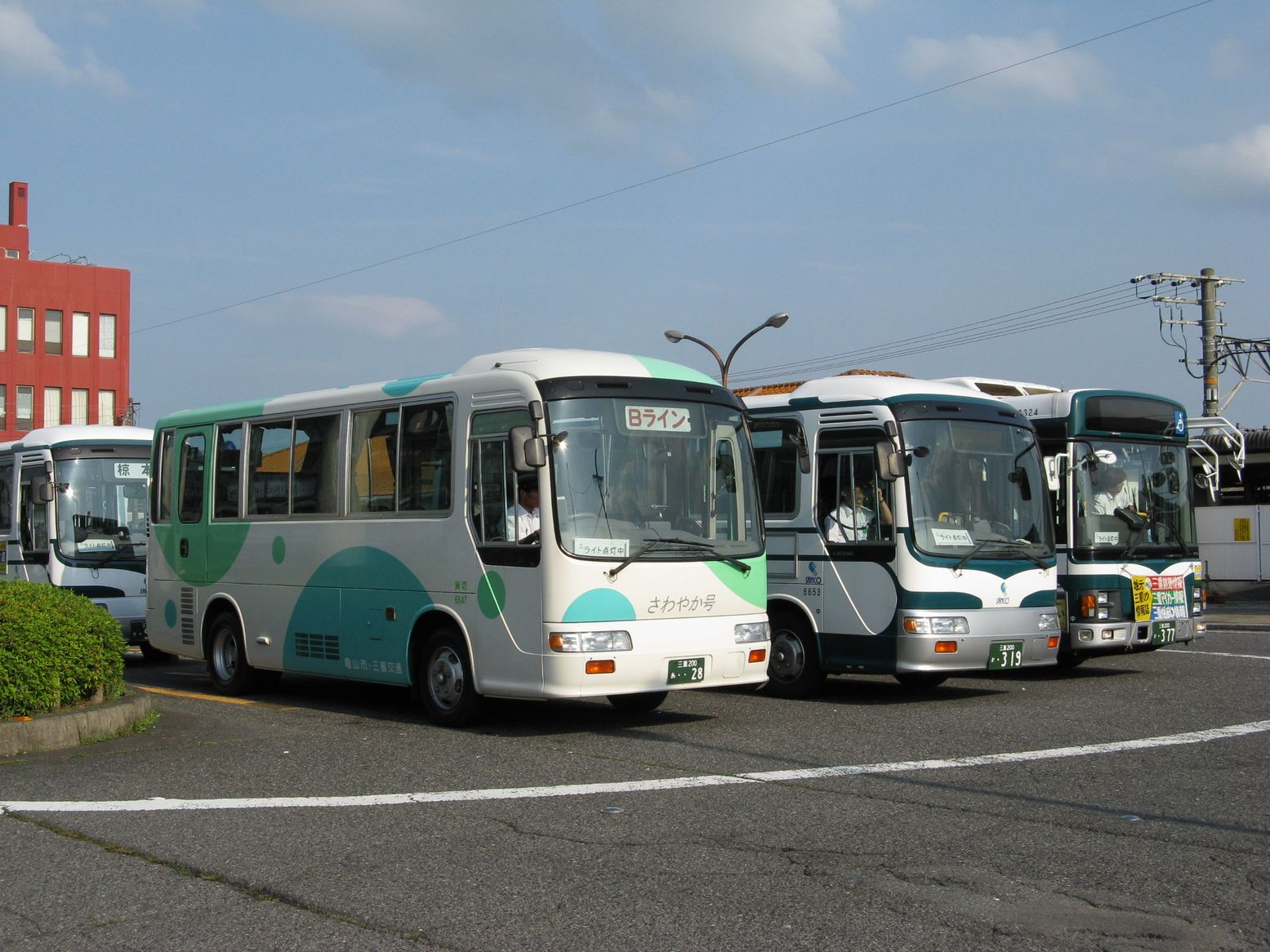
さわやか号（手前）と三重交通の路線バス（2008年6月）

水玉模様を模したカラーリングのバスで運行される。
現在の車両
2010年4月から運行。座席定員は12名。
- 日野・ポンチョ

過去の車両
2010年3月まで運行。座席定員は17名。
- 日野・リエッセ